# 農水省オウムソング事件
農水省オウムソング事件（のうすいしょうオウムソングじけん）は、1997年（平成9年）5月に起きたインターネット事件。国内初のサイバーテロとする向きもあるが、政府公式見解ではない（サイバーテロ評議会）。農林水産省のウェブ掲示板に、オウム真理教の曲が流れるよう細工が行われた。
農林水産省（以下農水省とする）が1997年（平成9年）3月27日に開設した「『食料・農業・農村』について一言申し上げたい」と題した掲示板コーナーでは、4月中旬から諫早湾干拓事業をめぐって論戦が繰り広げられていた。そうした中、5月23日と5月26日に、掲示板を閲覧するとオウム真理教の音楽である「尊師マーチ」が流れ出すという事態が発生、マスコミ・警察等を巻き込んで事件へと発展した。

## 経緯
事件前、意見闘争の真っ只中であった農水省掲示板は、当時アンダーグラウンド系であった大手掲示板の「あやしいわーるど」に紹介されている。これにより「あやしいわーるど」から悪戯者が農水省掲示板へと流れ、騒ぎを大きくする原因となった。
その中には、この事件の真犯人と言われる「アリス・リデル」というハンドルネームのハッカーも含まれた。この人物は農水省掲示板にHTMLタグを含む投稿をしてもタグが無効化されないことに着目し（通常は、HTMLタグを埋め込もうとするとタグの山括弧が「&lt;」や「&gt;」に置き換えられるかタグ自体が削除されてしまい動作しない。）、<embed> タグを用いてaumhymn.midというMIDIファイルへのリンクを行ったという。結果として閲覧者のパソコンからはオウムソングが流れ出すこととなったが、この手法自体はHTMLの少々の知識で簡単に行えてしまうものであり、クラッキング等ではなく、細工に過ぎなかった。
aumhymn.midは地下鉄サリン事件当時に、教団とは無関係の第三者によって作られたもので、曲こそオウム真理教のものであったが、アレンジなどを見てもまったく教団とは関係のないものであった。
本来なら「誰かのイタズラ」で終わってしまう程度の話だが、新聞、テレビなどのマスコミが取り上げたことで事件化した。当時のマスコミはインターネット関連の技術に詳しくなく、「ホームページから怪しい音楽が流れた」ことだけが注目され、かつオウム関係ニュースに新たな展開が欲しかったことも関係し、「農水省Webがハッキングされた」として報じてしまったのである。
ただし、毎日新聞は、
と報じている。
これにより本件は警察の関与する事件となったが、捜査の末行われたのは、オウム真理教信者宅への家宅捜索であった。これについて、オウムや後にオウム真理教信者である事が発覚した河上イチローは自著、「サイバースペースからの挑戦状」の中で「警察は真犯人を知りつつ、教団への捜査介入の口実として使った」と非難したが、当時の警察がサイバー犯罪捜査に明るくなかっただけである、との見方もあり真相は不明である。事件的に本件は、オウム真理教関係者の犯行として決着している。
本件がサイバーテロであるという触れ込みは、サイバーテロ対策協議会（警視庁）の前身であり経済産業省内に設置されていた調査会の資料に、他数件の事件と共に掲載されていたことが発端であった。この資料は2001年（平成13年）の協議会設立とともに削除されたため現存しておらず、サイバーテロ対策協議会では、現在までのいずれの事件も公式にはサイバーテロと認めていない。